# 林哲瑋
林哲瑋（lang-en|Lin Che-Wei}}，1993年2月25日—）是一名台灣射箭運動員。2017年夏季世界大學運動會，他和陳享宣、林鑫民搭檔出賽男子團體項目8強止步最終排名第6，個人賽32強止步。他的哥哥為職棒球員林哲瑄。

## 外部連結
- World Archery （页面存档备份，存于）